# Tipula (Acutipula) stenoterga
Tipula (Acutipula) stenoterga is een tweevleugelige uit de familie langpootmuggen (Tipulidae). De soort komt voor in het Palearctisch gebied.